# Acantheurytoma siruvanyca
Acantheurytoma siruvanyca är en stekelart som beskrevs av T.C. Narendran 1994. Acantheurytoma siruvanyca ingår i släktet Acantheurytoma och familjen kragglanssteklar. Inga underarter finns listade i Catalogue of Life.